# Liga Europeia de Hóquei em Patins de 2010–11
A Liga Europeia de 2010–11 foi a 46ª edição da Liga Europeia organizada pelo CERH. 

## Equipas da Liga Europeia 2010/11
As equipas classificadas são: 
| Fase de Grupos | Equipas         | Equipas         | Equipas           | Equipas          |
| -------------- | --------------- | --------------- | ----------------- | ---------------- |
| Fase de Grupos | FC Barcelona    | Liceo da Coruña | CP Vic            | Reus Deportiu    |
| Fase de Grupos | CE Noia         | CHP Blanes      | Marzotto Valdagno | Follonica Hockey |
| Fase de Grupos | Hockey Bassano  | CGC Viareggio   | FC Porto          | Candelária SC    |
| Fase de Grupos | SCRA Saint-Omer | US Coutras      | RSC Cronenberg    | Genève RHC       |

## Fase de Grupos

### Grupo A
| Equipe          | Pts | J | V | E | D | GM | GS | DG  |
| --------------- | --- | - | - | - | - | -- | -- | --- |
| Réus Deportiu   | 15  | 6 | 5 | 0 | 1 | 40 | 18 | 22  |
| HC Liceo Coruña | 12  | 6 | 4 | 0 | 2 | 37 | 18 | 19  |
| Bassano         | 9   | 6 | 3 | 0 | 3 | 25 | 22 | 3   |
| Genéve RHC      | 0   | 6 | 0 | 0 | 6 | 8  | 52 | -44 |

|               | REU  | LIC | BAS | GEN  |
| ------------- | ---- | --- | --- | ---- |
| Réus Deportiu | –    | 6–3 | 5–3 | 7–1  |
| Liceo Coruña  | 5–3  | –   | 5–1 | 12–0 |
| Bassano       | 4–5  | 6–4 | –   | 7–0  |
| Genéve RHC    | 2–14 | 2–8 | 3–4 | –    |

### Grupo B
| Equipe         | Pts | J | V | E | D | GM | GS | DG  |
| -------------- | --- | - | - | - | - | -- | -- | --- |
| FC Barcelona   | 18  | 6 | 6 | 0 | 0 | 35 | 7  | 28  |
| CH Pati Blanes | 8   | 6 | 2 | 2 | 2 | 13 | 15 | -2  |
| Follonica      | 5   | 6 | 1 | 2 | 3 | 12 | 25 | -13 |
| St. Omer       | 2   | 6 | 0 | 2 | 4 | 9  | 22 | -13 |

|                | BAR | BLA | FOL | STO |
| -------------- | --- | --- | --- | --- |
| FC Barcelona   | –   | 5–1 | 9–0 | 8–2 |
| CH Pati Blanes | 2–4 | –   | 5–2 | 3–2 |
| Follonica      | 2–4 | 2–2 | –   | 4–4 |
| St. Omer       | 0-5 | 0–0 | 1–2 | –   |

### Grupo C
| Equipe        | Pts | J | V | E | D | GM | GS | DG |
| ------------- | --- | - | - | - | - | -- | -- | -- |
| Candelária SC | 10  | 6 | 3 | 1 | 2 | 24 | 18 | 6  |
| CE Noia       | 9   | 6 | 3 | 0 | 3 | 19 | 21 | -2 |
| CP Vic        | 9   | 6 | 3 | 0 | 3 | 18 | 20 | -2 |
| CGC Viareggio | 7   | 6 | 2 | 1 | 3 | 17 | 19 | -2 |

|               | CAN | NOI | VIC | VIA |
| ------------- | --- | --- | --- | --- |
| Candelária SC | –   | 5–3 | 6–4 | 5–1 |
| CE Noia       | 4–3 | –   | 4–1 | 5–4 |
| CP Vic        | 4–3 | 3–1 | –   | 4–2 |
| CGC Viareggio | 2–2 | 5–2 | 3–1 | –   |

### Grupo D
| Equipe          | Pts | J | V | E | D | GM | GS | DG  |
| --------------- | --- | - | - | - | - | -- | -- | --- |
| Hockey Valdagno | 15  | 6 | 5 | 0 | 1 | 36 | 20 | 16  |
| FC Porto        | 13  | 6 | 4 | 1 | 1 | 40 | 25 | 15  |
| US Coutras      | 5   | 6 | 1 | 2 | 3 | 26 | 34 | -8  |
| RSC Cronenberg  | 1   | 6 | 0 | 1 | 5 | 9  | 32 | -23 |

|                 | VAL | FCP  | COU  | CRO  |
| --------------- | --- | ---- | ---- | ---- |
| Hockey Valdagno | –   | 10–3 | 7–3  | 7–3  |
| FC Porto        | 5–1 | –    | 11–4 | 11–1 |
| US Coutras      | 5–7 | 7–7  | –    | 5–0  |
| RSC Cronenberg  | 1–4 | 2–3  | 2–2  | –    |

## Final a Oito
A Final a Oito da Liga Europeia de 2010/11 foi disputada entre 18 de Maio e 21 de Maio de 2012, no Poliesportiu d'Andorra em Andorra.  

## Competição

### Quadro de Jogos
|  | Quartas de final | Quartas de final |               |         | Semifinais | Semifinais |  |  | Final | Final |
|  |                  |                  |               |         |            |            |  |  |       |       |
|  | 18 de Maio       |                  |               |         |            |            |  |  |       |       |
|  |                  |                  |               |         |            |            |  |  |       |       |
|  | HC Liceo Coruña  | 7                |               |         |            |            |  |  |       |       |
|  | HC Liceo Coruña  | 7                | 20 de Maio    |         |            |            |  |  |       |       |
|  | CE Noia          | 4                |               |         |            |            |  |  |       |       |
|  | CE Noia          | 4                | FC Porto      | 4 gp(3) |            |            |  |  |       |       |
|  | 18 de Maio       |                  | FC Porto      | 4 gp(3) |            |            |  |  |       |       |
|  |                  | Liceo Coruña     | 5 gp(3)       |         |            |            |  |  |       |       |
|  | CH Pati Blanes   | Liceo Coruña     | 5 gp(3)       | 0       |            |            |  |  |       |       |
|  | CH Pati Blanes   |                  | 21 de Maio    | 0       |            |            |  |  |       |       |
|  | Candelária SC    | 2                |               |         |            |            |  |  |       |       |
|  | Candelária SC    | 2                | Réus Deportiu | 4       |            |            |  |  |       |       |
|  | 19 de Maio       |                  | Réus Deportiu | 4       |            |            |  |  |       |       |
|  |                  | Liceo Coruña     | 7             |         |            |            |  |  |       |       |
|  | FC Porto         | Liceo Coruña     | 7             | 4 p(3)  |            |            |  |  |       |       |
|  | FC Porto         | 20 de Maio       |               | 4 p(3)  |            |            |  |  |       |       |
|  | FC Barcelona     | 3 p(3)           |               |         |            |            |  |  |       |       |
|  | FC Barcelona     | 3 p(3)           | Réus Deportiu | 3       |            |            |  |  |       |       |
|  | 19 de Maio       |                  | Réus Deportiu | 3       |            |            |  |  |       |       |
|  |                  | Candelária SC    | 3             |         |            |            |  |  |       |       |
|  | Hockey Valdagno  | Candelária SC    | 3             | 2       |            |            |  |  |       |       |
|  | Hockey Valdagno  |                  |               | 2       |            |            |  |  |       |       |
|  | Réus Deportiu    | 4                |               |         |            |            |  |  |       |       |
|  | Réus Deportiu    | 4                |               |         |            |            |  |  |       |       |

## Jogos

### Quartos-Final
| 18 de Maio | CH Pati Blanes | 0 - 2 | Candelária SC | Poliesportiu |
| 18:45      |                |       |               |              |

| 18 de Maio | HC Liceo Coruña | 7 - 4 | CE Noia | Poliesportiu |
| 20:30      |                 |       |         |              |

| 19 de Maio | Hockey Valdagno | 2 - 4 | Réus Deportiu | Poliesportiu |
| 18:45      |                 |       |               |              |

| 19 de Maio | FC Porto | 4 - 3 p(3-3) | FC Barcelona | Poliesportiu |
| 20:30      |          |              |              |              |

### Meia Final
| 20 de Maio | Reus Deportiu | 3 - 2 | Candelária SC | Poliesportiu |
| 18:45      |               |       |               |              |

| 20 de Maio | FC Porto | 4 - 5 gp(3-3) | HC Liceo Coruña | Poliesportiu |
| 20:30      |          |               |                 |              |

### Final
| 21 de Maio | Réus Deportiu | 4 - 7 | HC Liceo Coruña | Poliesportiui |
| 20:00      |               |       |                 |               |

| HC Liceo Coruña (5) |

## Ligações Externas
- CERH website

### Internacional
- Ligações para todos os sítios de hóquei
- Mundook- Sítio com notícias de todo o mundo do hóquei
- Hoqueipatins.com - Sítio com todos os resultados de Hóquei em Patins